# Abascalaphus nigripes
Abascalaphus nigripes är en insektsart som först beskrevs av Van der Weele 1909.  Abascalaphus nigripes ingår i släktet Abascalaphus och familjen fjärilsländor. Inga underarter finns listade i Catalogue of Life.